# Cám

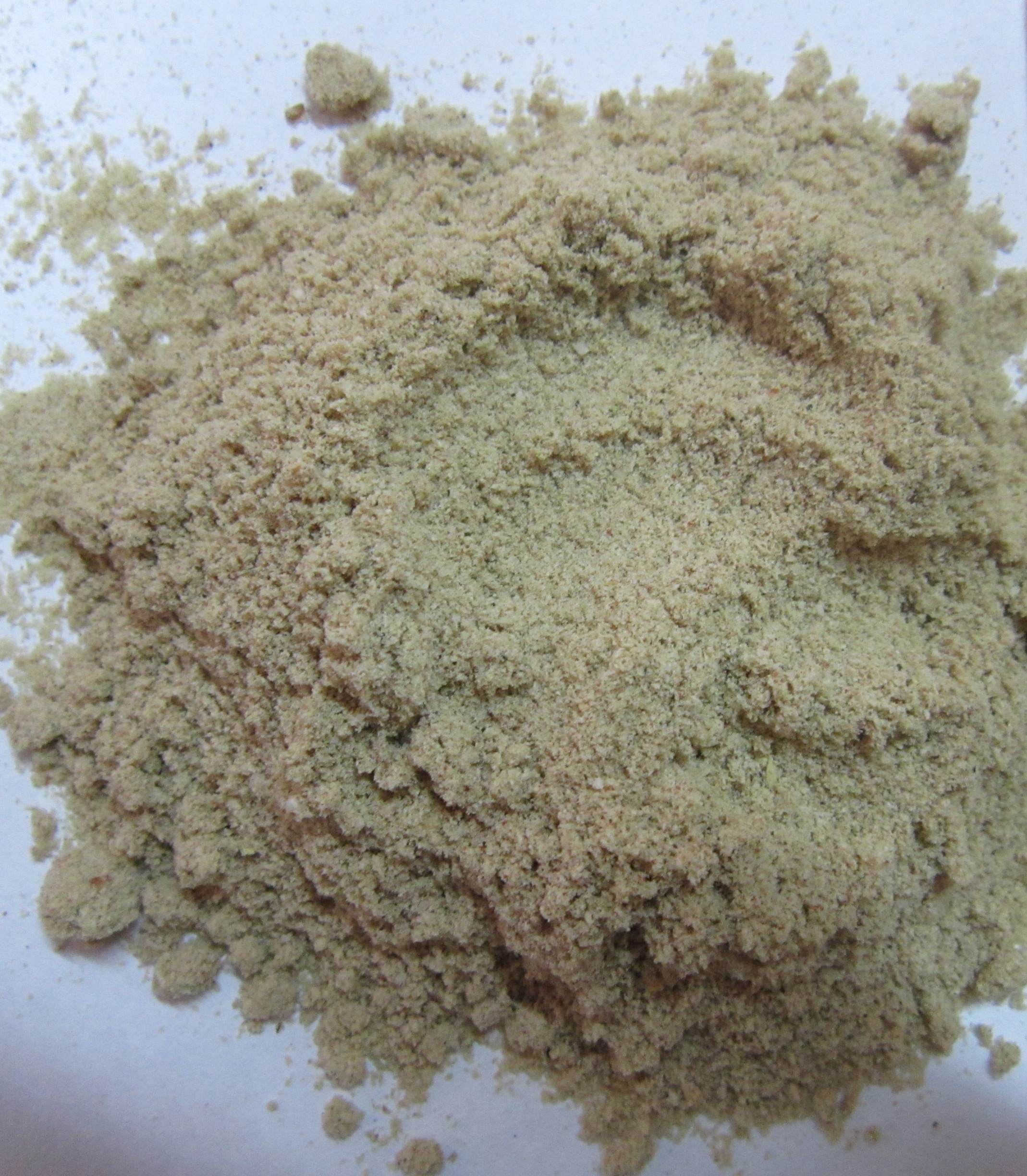
Cám từ hạt gạo

Cám còn có tên cám bột, cám xay xát do trong quy trình xay xát và chế biến ngũ cốc, sau khi thu được sản phẩm chính là hạt thì còn một sản phẩm phụ có giá trị khá cao đó là cám. Từ lâu cám được các nhà máy xay xát thu hồi và bán như là một sản phẩm chính chỉ sau ngũ cốc đã tinh chế. Cám được thu hồi dưới hai dạng là cám khô và cám ướt. Cám khô sẽ được sấy thêm lần nữa để bảo quản được lâu hơn, còn cám ướt thường được bán cho các cơ sở nuôi cá da trơn sử dụng ngay.

## Cấu tạo
Cám gạo thường có dạng bột, mềm và mịn. Cám gạo chiếm khoảng 10-12% khối lượng lúa chưa xay xát. Cám là hỗn hợp của lớp vỏ ngoài của hạt gạo và lớp aloron. Những thành phần được thu hồi khi khi xay xát và chế biến gạo và được gọi chung là cám.

## Thành phần dinh dưỡng
| Dinh dưỡng (%)             | Lúa mì | Lúa mạch đen | Yến mạch | Gạo   | Đại mạch |
| -------------------------- | ------ | ------------ | -------- | ----- | -------- |
| Cacbohydrat không tinh bột | 45–50  | 50–70        | 16–34    | 18–23 | 70–80    |
| Tinh bột                   | 13–18  | 12–15        | 18–45    | 18–30 | 8–11     |
| Protein                    | 15–18  | 8–9          | 13–20    | 15–18 | 11–15    |
| Chất béo                   | 4–5    | 4–5          | 6–11     | 18–23 | 1–2      |

## Công dụng
Cám đóng vai trò là chất dinh dưỡng chính cho cá, cung cấp một lượng lớn vitamin, khoáng, chất béo và protein. Do cám có ít tinh bột nên khả năng kết dính thành khối thấp, vì vậy cần bổ sung thêm gạo tấm vì trong quá trình chế biến. Khi nấu hồ hóa gạo, các tinh bột trong gạo sẽ trương nở tăng độ dính giúp liên kết các nguyên liệu thành một khối trong quá trình trộn. Làm nguội trước khi cho cá ăn (FAO). Rau muống được bổ sung thêm với mục đích tăng thêm lượng chất xơ và sắt cho cá vì trong cám chứa sắt không nhiều.
Cám có thể được nấu chín sau đó đem phơi khô thành bánh cám khô. Loại bánh này có thể giữ được lâu trên 6 tháng mà chất lượng cám ít thay đổi.
Ngoài là thức ăn cho chăn nuôi, cám gạo có thể được sử dụng vào các lĩnh vực khác. Đây là một nguồn nguyên liệu rẻ và dồi dào với thành phần dinh dưỡng tốt. Cám chứa nhiều chất chống oxy hóa có lợi cho sức khỏe con người. Cám có chứa nhiều loại vitamin và chất béo chưa bão hòa rất tốt cho sức khỏe. Vì vậy ở các nước phát triển, cám được dùng trích ly dầu. Dầu cám sau khi thu được có rất nhiều ứng dụng như các loại dầu thông thường khác. Dầu cám cũng có thể được cho vào các loại thực phẩm với tác dụng bổ sung thêm các chất béo không no mà cơ thể không tự tổng hợp được. Với lượng vitamin E và nhóm B dồi dào, dầu cám cũng được ứng dụng trong lĩnh vực mỹ phẩm và y học làm các loại kem dưỡng da hoặc thực phẩm chức năng.